# 미국 수정 헌법 제13조

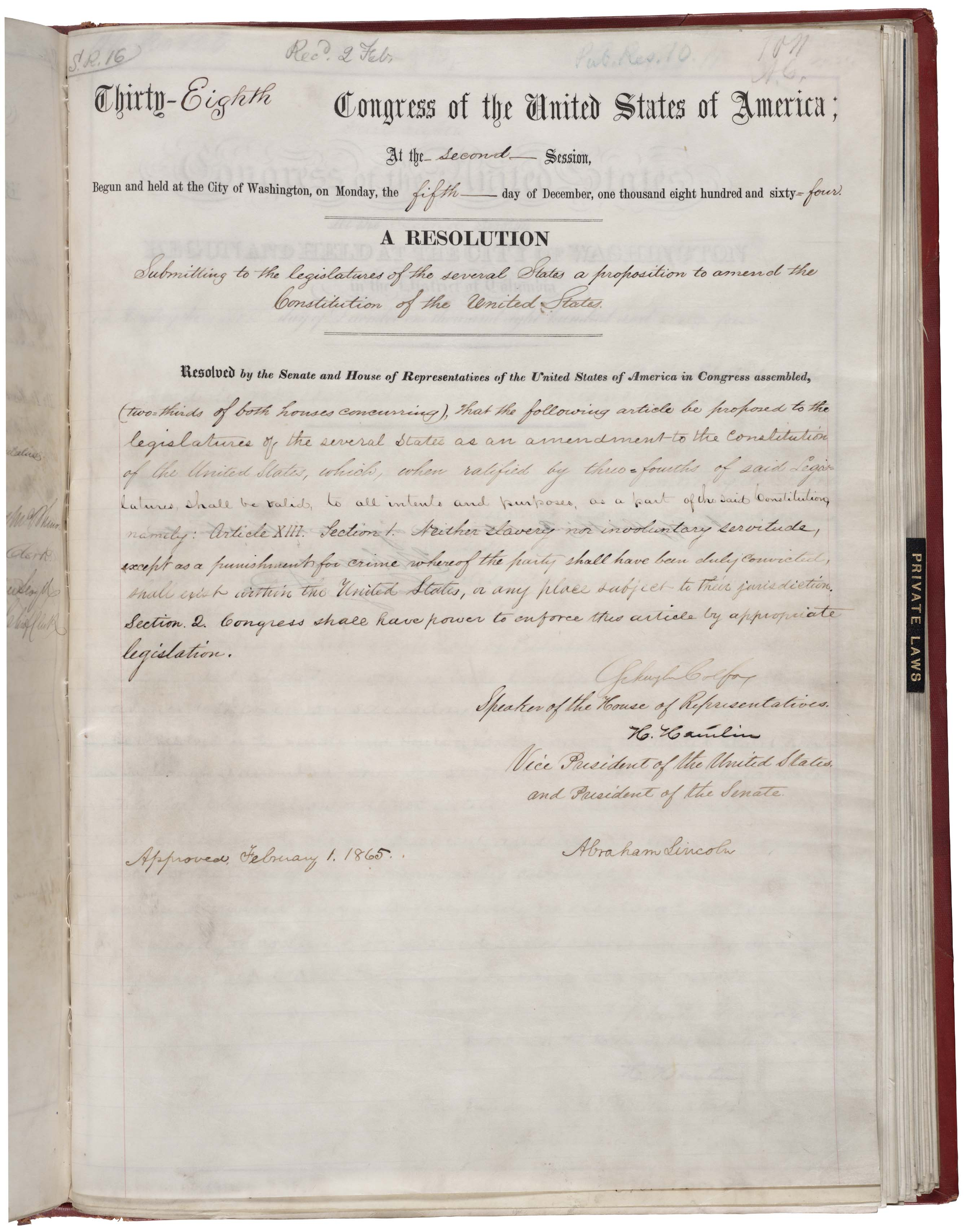
미국 국립문서기록 관리청의 헌법수정 제13조의 사본

미국 수정 헌법 제13조(Thirteenth Amendment to the United States Constitution)는 공식적으로 노예 제도를 폐지하고, 범죄자를 제외하고서 비자발적인 예속을 금지시킨 미국 헌법 수정 조항 중 하나이다. 이 법률은 1864년 4월 8일 상원에 의해 통과가 되었으며, 이듬해 1865년 1월 31일에 하원에서 통과가 되었으며, 같은 해 12월 6일 채택을 했다. 12월 18일에 미국무부 장관이었던 윌리엄 H. 슈어드가 채택을 공표함으로 발효되었다. 이것은 미국 남북전쟁 이후 채택된 세 개의 재건 수정 헌법 조항 중 첫 번째였다.
이 법률이 비준되기 전에는 델라웨어 주와 켄터키 주에서만 노예 제도가 합법인 채로 유지되고 있었다. 다른 모든 주에서는 자체적으로 또는 연방 정부의 노예해방선언에 따라 노예를 해방하였다. 에이브러햄 링컨과 지지자들은 1863년 발표하여 10개의 남부 주에서 반란으로 이어진 노예 해방 선언이 일시적인 전쟁 수단으로 비춰질까봐 우려를 했다. 접경 주에서는 노예를 해방시키지도, 노예 제도를 폐지하지도 않았다. 따라서 이러한 점 때문에 링컨과 그의 지지자들은 헌법 조항의 수정이 필요하다고 믿었다. 노예 제도가 여전히 합법적으로 지속되고 있는 두 개의 주에 노예를 해방을 촉구하고, 영구적인 노예 제도 폐지를 보장하기 위한 수단으로서 이 수정 조항을 지시했다.

## 전문
- 제1항 : 어떠한 노예 제도나 강제 노역도, 해당자가 정식으로 기소되어 판결로서 확정된 형벌이 아닌 이상, 미국과 그 사법권이 관할하는 영역 내에서 존재할 수 없다.
- 제2항 : 의회는 적절한 입법을 통하여 본조(本條)를 강제할 권한을 가진다.[2]

## 역사
제13조 수정안이 제안되었을 때, 60년 이상 새롭게 채택된 수정 조항이 존재하지 않았다.
남북전쟁 발발 전 ‘분리 위기’를 겪는 동안, 노예 제도에 관련된 대다수의 법은 노예 제도를 옹호하는 것이었다. 미국은 1807년에 《노예수입금지법》과 1807년의 《영국 노예무역법》으로 공식적으로 노예의 수입을 금지시켰다. 대서양 노예무역을 금지시키기 위해 군대의 무력이 개입했으며, 국내의 노예 제도를 없애기 위한 여러 안들이 제시되었으며, 소수의 노예무역을 철폐하였다.
1839년에 존 퀸시 애덤스가 그러한 제안을 했지만, 반영되지 못하였다. 그 후 1864년 12월 14일이 되어서야 제임스 미첼 애슐리(오하이오주, 공화당)에 의해 노예 제도가 미국 전역에서 철폐되어야 한다는 수정안을 지지하는 안을 제출했다. 그리고 곧 제임스 F. 윌슨(아이오와주, 공화당)도 유시한 법안을 제출하였다.
결국 의회와 국민은 공고를 시작했고, 많은 추가 법안들이 만들어졌다. 1864년 1월 11일 미주리주 상원 의원인 존 B. 헨더슨(미주리 주, 민주당)이 공동 결의안을 제출하였다. 이 수정안에 이어서 수정 제14조(전 노예의 시민권의 보호)와 수정 제 15조(선거권에 관한 인종에 의한 제한의 금지)가 추가되었다. 수정 제 13조로부터 제15조의 3개를 《리콘스트럭션 수정》이라고 부른다.

## 같이 보기
- 미국 수정 헌법 제14조